# The Last Ranger
The Last Ranger (Der letzte Ranger) ist ein südafrikanischer Kurzfilm von Cindy Lee aus dem Jahr 2024. Er beschäftigt sich mit Wilderei auf Nashörner und den Naturschutzbemühungen im Amakhala Game Reserve in der südafrikanischen Provinz Ostkap. Die Geschichte beruht auf wahren Begebenheiten. Der Film war bei der Oscarverleihung 2025 in der Kategorie Kurzfilm nominiert und gewann Preise bei mehreren Filmfestivals.

## Handlung
Die Handlung spielt an einem turbulenten Tag im Leben von Litha, einem noch sehr jungen Xhosa-Mädchen, und Khuselwa, genannt Khusi, einer erfahrenen Rangerin, deren Wege sich kreuzen. Betäubungspistolen und Gewehre hat Khuselwa stets bei sich, wenn sie im Reservat unterwegs ist. Ihre Aufgabe ist es, die Nashörner zu beschützen und ihre Zahl zu dokumentieren. Der Tag beginnt fröhlich, die Wildnis übt ihren eigenen Reiz aus. Litha liebt das alles. Im frühen Morgenlicht liegt ein besonderer Zauber über der Natur.
Litha lebt mit ihrem Vater und ihrer Großmutter zusammen. Die Familie ist arm, der Vater versucht durch kleine Schnitzereien ein wenig Geld zu verdienen, kann aber kaum noch etwas verkaufen, da aufgrund der weltweiten COVID-19-Pandemie Touristen ausbleiben. Er verließ am Morgen das Haus für eine neue Arbeitsgelegenheit.
Während Kushi und Litha die Nashörner beobachten, schleichen sich drei Wilderer an. Sie betäuben das Nashorn mit dem Namen Thandi durch einen Schuss. Als Kushi aus dem Jeep stürzt, um es zu retten, wird sie von einem der Wilderer tödlich getroffen. Schließlich stürzt auch die restlos aufgelöste Litha in die Szenerie – einer der Wilderer hat inzwischen mit einer Kettensäge das Horn des betäubten Tieres abgetrennt – und muss erkennen, dass ihr Vater Teil der Gruppe der Wilderer ist. Die Dramatik steigert sich weiter. Mit dem Eintreffen von Robert, Kushis Vorgesetztem, wendet sich das Geschehen; ein Wilderer wurde außer Gefecht gesetzt, einer entfloh mit dem abgetrennten Horn. Litha und ihr Vater können dabei mithelfen, das verletzte Nashorn zu retten.
Kuhsi stirbt. Sie gibt Litha in ihren letzten Worten Ermutigung und Hoffnung mit für ihren Lebensweg. In der letzten Sequenz des Films ist Litha eine erwachsene junge Frau, die selber eine Rangerin geworden ist und ihr Leben dem Schutz der Tiere gewidmet hat.

## Produktionsnotizen, Veröffentlichung
Dieser mehrfach preisgekrönte Kurzfilm ist der zweite Film in der Anthologie When the World Stopped, bei der 24 Filme angedacht sind. Produziert wurde er von Six Feet Films und Kindred Films. Gedreht wurde am Eastern Cape in Südafrika (Amakhala Game Reserve).
Die Idee hinter den Filmen ist eine Zusammenarbeit mit lokalen Künstlern weltweit, um die relevantesten Geschichten zu den bestehenden Problemen zu erzählen, mit denen man konfrontiert ist.
Premiere hatte der Film am 7. Januar 2024 beim Pan African Film Festival. Am 18. September 2024 war er ein Beitrag des Blackstar International Film Festival und ebenfalls am 18. Oktober 2024 ein Beitrag des San Diego International Film Festival.

## Rezeption

### Kritik
Das Indie Shorts Mag Team schrieb, getragen von den Leistungen seiner Schauspieler, schaffe es der Film, tief emotional zu sein, aber nicht  rührselig, aber es werde wahrscheinlich Tränen geben. Der Film erinnere an Toby Wosskows Sides of a Horn, da er dasselbe Thema und einige der erzählerischen Konflikte behandele. Durch die beiden Heldinnen Khuselwa, alias Khusi (Avumile Qongqo) und Litha (Liyabona Mrozqoza) werde in Lees Film noch etwas anderes zum Leben erweckt. Khuselwa sei die titelgebende Rangerin, die in einer Zeit, in der es kaum noch Touristen und Einkommen gebe, nach ihren Nashörnern Ausschau halte. Litha, die ähnlich betroffen sei, habe niemanden, dem sie die Figuren ihres Vaters verkaufen könne. Wenn man nichts mehr tun könne, um den Tag zu retten, könne man seine Verwüstungen immer noch dokumentieren.
William Hemingway befasste sich mit dem Film im UK Film Review und meinte, dass wir während des gesamten Films von Regisseurin Cindy Lee und Kameramann James Adey mit unglaublichen Aufnahmen der südafrikanischen Landschaft verwöhnt werden würden. Es gebe viele Kamerafahrten über den Boden sowie Luftaufnahmen von oben, die das Publikum wirklich in die südafrikanische Steppe ziehen und die Szenerie wunderschön in den Mittelpunkt stellen würden. Durch die Sonne und die Vegetation würden viel Farbe und Licht ins Bild kommen, und sobald die echten, lebenden Tiere ins Bild kommen würden, fühle es sich wirklich an, als wäre man auf Safari. Auch die Musik von Komponist John Powell verwende lokale Klänge und Instrumente sowie die kraftvollen Stimmen des Thanda-Chors, um das Erlebnis von der wilden südafrikanischen Landschaft umgeben zu sein, abzurunden. Es sei diese Verbindung aus der Kraft der Bilder und der Stärke der Erzählung, die The Last Ranger zu einem Meisterwerk des abhängigen Filmemachens mache. Es sei ein wichtiger und aufschlussreicher Film, der seine Geschichte unmittelbar und ehrlich erzähle.

### Auszeichnungen (Auswahl)
LA Independent Women Film Awards 2023
- Gewinner Festival Award October in der Kategorie „Bester erzählender Kurzfilm“ Cindy Lee

Aladerri International Film Festival 2024
- Nominiert für den Aladerri Award in der Kategorie „Bester erzählender Kurzfilm“ Cindy Lee

Cordillera International Film Festival 2024
- Gewinner des Jury Award in der Kategorie „Bestes Kurzfilmdrama“ Will Hawkes, Cindy Lee, David S. Lee, Darwin Shaw

Indy Shorts International Film Festival 2024
- Gewinner des Audience Choice Award in der Kategorie „Beste Erzählung“ Cindy Lee

American Conservation Film Festival 2024
- Gewinner des Green Fire Award David S. Lee, Will Hawkes, Darwin Shaw
- Gewinner des Audience Choice Award Darwin Shaw, Will Hawkes, David S. Lee

Pan African Film Festival 2024
- Gewinner in der Kategorie „Bester erzählender Kurzfilm“ Cindy Lee
- Gewinner in der Kategorie „Bester erzählender Kurzfilm“ David S. Lee, Cindy Lee, Will Hawkes, Darwin Shaw

San Diego International Film Festival 2024
- Festival Award „Bester Kurzfilm“ „Heartstrings“ Short Block 2024, gemeinsam mit Buscando Alma / And the Ocean Agreed
- Gewinner Festival Award in der Kategorie „Bester erzählender Kurzfilm“ Will Hawkes, Cindy Lee, Darwin Shaw, David S. Lee

Cleveland International Film Festival 2024
- Gewinner The Clover and Maggie Award: In Celebration of Life David S. Lee, Will Hawkes, Cindy Lee, Darwin Shaw

Academy Awards, USA 2025
- Nominiert für den Oscar in der Kategorie „Bester Kurzfilm Live Action“ Cindy Lee, Darwin Shaw